# Маунтин Лејк (Минесота)
Маунтин Лејк (енгл. Mountain Lake) град је у америчкој савезној држави Минесота.

## Демографија
По попису из 2010. године број становника је 2.104, што је 22 (1,1%) становника више него 2000. године.
| Група             | 2000.         | 2010.         |
| Белци             | 1.738 (83,5%) | 1.625 (77,2%) |
| Афроамериканци    | 12 (0,6%)     | 17 (0,8%)     |
| Азијати           | 142 (6,8%)    | 216 (10,3%)   |
| Хиспаноамериканци | 120 (5,8%)    | 225 (10,7%)   |
| Укупно            | 2.082         | 2.104         |